# Selezioni giovanili della nazionale maschile di pallavolo della Repubblica Democratica Tedesca
Le selezioni giovanili della nazionale maschile di pallavolo della Repubblica Democratica Tedesca, attive fino al 1990, sono state gestite dalla federazione pallavolistica della Germania dell'Est (DVV) e hanno partecipato ai tornei pallavolistici internazionali per squadre nazionali maschili limitatamente a specifiche classi d'età.

## Under-21
La selezione nazionale Under-21 rappresentava la Repubblica Democratica Tedesca nelle competizioni internazionali dove il limite di età è di 21 anni.
Non ha mai preso parte ad alcun torneo ufficiale.

## Under-20
La selezione nazionale Under-20 rappresentava la Repubblica Democratica Tedesca nelle competizioni internazionali dove il limite di età è di 20 anni.
| Campionato europeo | Campionato europeo |
| Edizione           | Piazzamento        |
| ------------------ | ------------------ |
| 1966               | 9º posto           |
| 1969               | 5º posto           |
| 1971               | 4º posto           |
| 1973               | 7º posto           |
| 1975               | 4º posto           |
| 1977               | 3º posto           |
| 1979               | 3º posto           |
| 1982               | 3º posto           |
| 1984               | 6º posto           |
| 1986               | 7º posto           |
| 1988               | 5º posto           |
| 1990               | 6º posto           |

## Under-19
La selezione nazionale Under-19 rappresentava la Repubblica Democratica Tedesca nelle competizioni internazionali dove il limite di età è di 19 anni.
Non ha mai preso parte ad alcun torneo ufficiale.